# Victoria Jackson

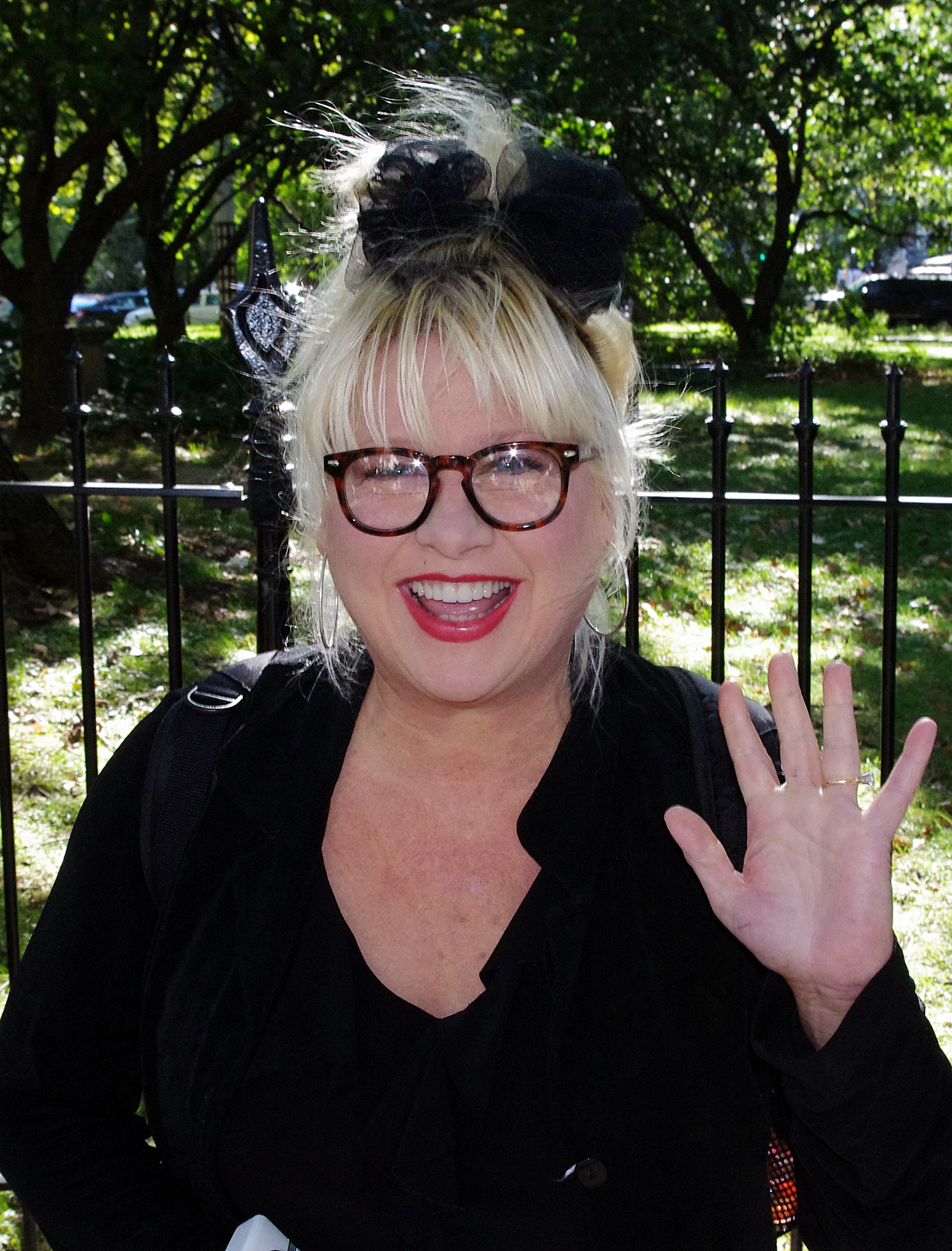
Victoria Jackson, 2011

Victoria Jackson (* 2. August 1959 in Miami, Florida) ist eine US-amerikanische Schauspielerin.

## Leben
Jackson besuchte nach dem Florida Bible College die Furman University in Greenville, South Carolina sowie die Auburn University in Alabama. Nach Theaterauftritten in Alabama zog sie nach Hollywood, wo sie als Stand-up-Komikerin arbeitete. Durch einen Auftritt in Johnny Carson’s Tonight Show  wurde sie schlagartig einen größeren Publikum bekannt. 1986 trat sie dem Ensemble von Saturday Night Live bei. In den 1980er Jahren war sie daneben auch in einigen Spielfilmen zu sehen, darunter Der Couch-Trip und Baby Boom – Eine schöne Bescherung. Zudem spielte sie die weibliche Hauptrolle an der Seite von Weird Al Yankovic in UHF – Sender mit beschränkter Hoffnung.
Nach ihrem Ausscheiden bei SNL war sie nur noch sporadisch in Schauspielrollen zu sehen, unter anderem in Gastauftritten in Akte X – Die unheimlichen Fälle des FBI und Sabrina – Total Verhext!
Jackson ist in zweiter Ehe verheiratet und hat zwei Kinder. Sie ist Anhängerin der Tea-Party-Bewegung.

## Filmografie (Auswahl)
- 1982: Die Jeffersons (The Jeffersons)
- 1983: Psycho-Killer (Double Exposure)
- 1986–1992: Saturday Night Live
- 1987: Jack, der Aufreißer (The Pick-Up Artist)
- 1987: Baby Boom – Eine schöne Bescherung (Baby Boom)
- 1988: Der Couch-Trip (The Couch Trip)
- 1989: UHF – Sender mit beschränkter Hoffnung (UHF)
- 1990: Ich liebe Dich zu Tode (I Love You to Death)
- 1994: Diagnose: Mord (Diagnosis Murder)
- 1994: In der Hitze der Nacht (In the Heat of the Night)
- 1995: Auf schlimmer und ewig (Unhappily Ever After)
- 1996: Viper
- 1996: Die Stunde der Teufelinnen (Wedding Bell Blues)
- 1999: Akte X – Die unheimlichen Fälle des FBI (The X-Files)
- 2000: Sabrina – Total Verhext! (Sabrina, the Teenage Witch)
- 2008–2009: Kamen Rider: Dragon Knight